# Venelles
Venelles ist eine französische Gemeinde mit 8420 Einwohnern (Stand 1. Januar 2022) im Département Bouches-du-Rhône in der Region Provence-Alpes-Côte d’Azur.

## Geografie
Venelles liegt sieben Kilometer nördlich von Aix-en-Provence. Weitere Nachbarorte sind Meyrargues, Peyrolles-en-Provence und Le Puy-Sainte-Réparade.

## Geschichte
Das zuvor von den Salluviern besiedelte Gebiet wurde 15 vor Christus römisch. Die Langobarden belagerten und zerstörten das Dorf im Jahr 574. Im Mittelalter gab es zwei Kirchen: Die eine stand unter dem Einfluss der Bischöfe von Aix-en-Provence, die die Herrschaft über das Dorf hatten, die andere gehörte der Abtei Saint-Victor in Marseille. Für die Wirtschaft spielten im Mittelalter besonders die Holztransporte aus der Haute-Provence eine wichtige Rolle. Ab der Mitte des 15. Jahrhunderts begann die Besiedlung der Hänge. Im 16. Jahrhundert wurde dort erfolgreich Landwirtschaft betrieben, Hauptprodukte waren Weizen, Wein, Oliven und Mandeln. 1540 gab es nur sieben Häuser in der Gemeinde, 1728 waren es dreißig und 1765 schließlich schon 124 Häuser. 1820 gab es 211 Häuser mit 833 Einwohnern. Da die Straße von Aix-en-Provence nicht direkt durch den Ort führte, entstanden an der Straße zwei Weiler, les Logis und les Logissons. Durch die Wahl eines neuen Bürgermeisters im Jahr 1865 kam es zu vielen Neuerungen: Die Wasserversorgung funktionierte, eine Polizeistation wurde eingerichtet und der Ort erhielt einen Bahnhof an der Strecke nach Marseille. 1882 wurde die erste öffentliche Schule eröffnet. Die Kirche sowie mehrere Häuser wurden am 11. Juni 1909 bei einem schweren Erdbeben zerstört. Nach dem Erdbeben wurden die wichtigen Gebäude nach und nach von Hoch-Venelles nach Nieder-Venelles verlagert. 1970 beschloss auch die Gemeindeverwaltung, sich an der Hauptstraße im unteren Teil des Ortes anzusiedeln.

## Sehenswürdigkeiten
- Schloss mit Chabaud-Keller
- Romanische Kirche Saint-Hippolyte
- Windmühle (in Privatbesitz)
- Historischer Ortskern

## Städtepartnerschaft
Seit 2009 besteht mit der italienischen Gemeinde Valfabbrica eine Städtepartnerschaft.

## Demografie

### Bevölkerungsentwicklung
| Jahr      | 1962 | 1968 | 1975 | 1982 | 1990 | 1999 | 2008 | 2016 |
| Einwohner | 623  | 1553 | 2672 | 5225 | 7046 | 7535 | 8100 | 8354 |

### Altersstruktur
25 % der Bevölkerung sind 19 Jahre alt oder jünger. 5 % der Bevölkerung sind 75 Jahre alt oder älter.